# Michele De Luca
Michele De Luca (Parghelia, 29 gennaio 1938) è un politico italiano.

## Biografia
Laureato in giurisprudenza, è magistrato.
Nel 1994 entra in politica, aderendo a Alleanza Democratica e venendo eletto senatore con i Progressisti. 
Viene riconfermato senatore per L'Ulivo alle elezioni del 1996 nel collegio di Parma, rimanendo in carica fino al 2001.